# أرجيروديت
الأرجيروديت هو معدن غير شائع من معادن الكبريتيدات لعنصري الفضة والجرمانيوم، وللوحدة البلورية الصيغة الكيميائية Ag8GeS6. للمعدن لون رمادي مسود معتم وذو بريق فلزي.
اكتشف هذا المعدن أول مرة سنة 1886 من الجيولوجي ألبين فايسباخ Albin Weisbach، وأسماه على هذه الشاكلة من الإغريقية άργυρώδης أرجيرودس والتي تعني الحاوي على الفضة. وعندما قام كليمنس فنكلر بتحليل هذا المعدن تمكن من اكتشاف عنصر الجرمانيوم.